# 엘 앙헬 데 아우로라
《엘 앙헬 데 아우로라》(스페인어: El ángel de Aurora)는 2024년 방영된 멕시코의 텔레노벨라이다.